# Estación Lanús
La estación Lanús es una estación ferroviaria ubicada en la localidad de Lanús, en la Provincia de Buenos Aires, sirve a los servicios metropolitanos de la línea Roca.

## Servicios
Es un centro de transferencia intermedio del servicio eléctrico metropolitano que se presta entre las estaciones Plaza Constitución, Alejandro Korn, Ezeiza, Glew y Bosques.

## Ubicación e Infraestructura

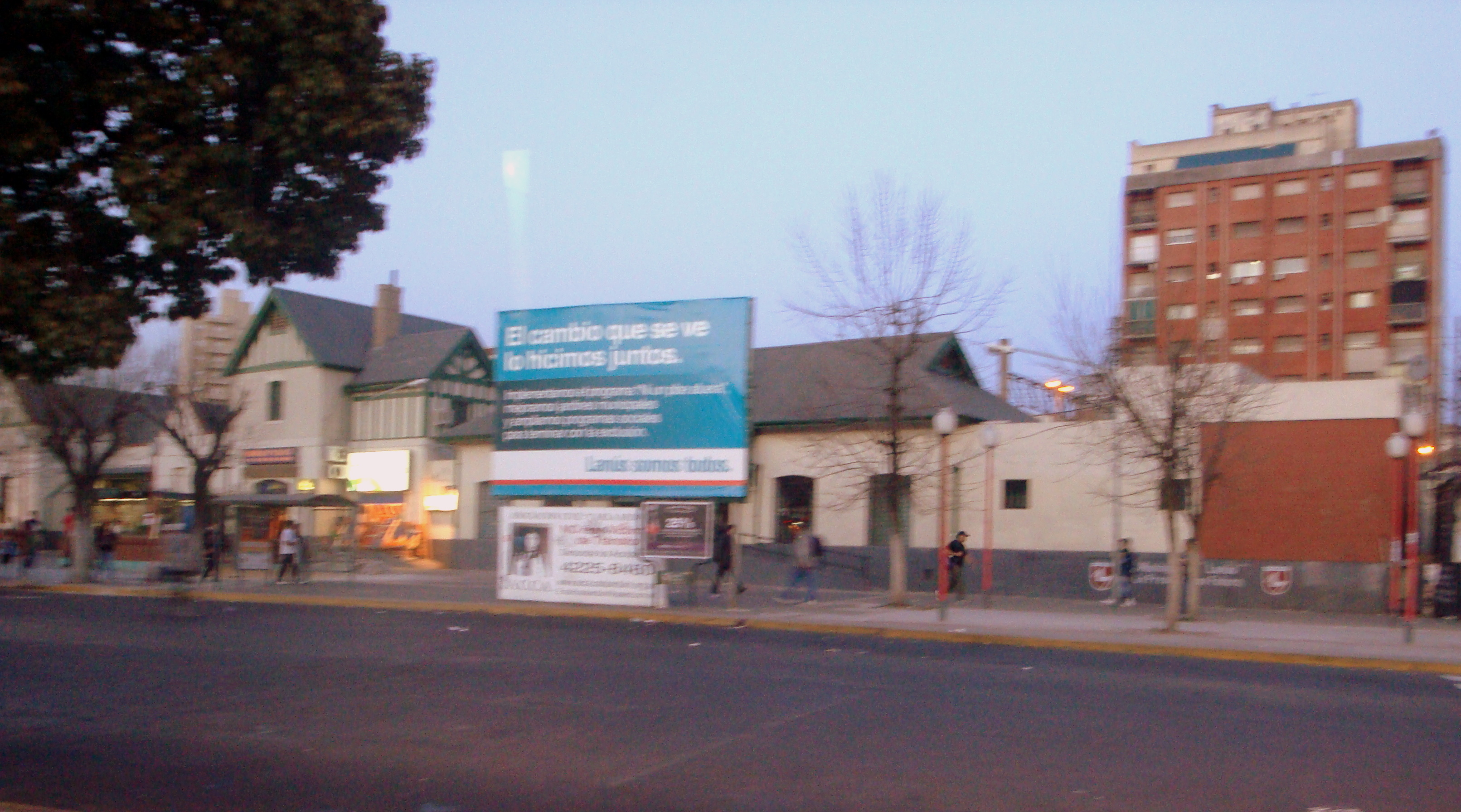
Acceso a la estación.

La avenida Yrigoyen, frente a las vías ferroviarias, divide a Lanús en dos barrios diferentes, Lanús Este y Oeste.
Desde Lanús Oeste el acceso general a la estación se ubica junto a la plaza homónima y dársena de colectivos, ubicada al 4500 de la Avenida Yrigoyen, entre las calles 25 de Mayo y 20 de Octubre.
Desde Lanús Este se puede acceder por dos túneles subterráneos que comunican con las plataformas y la Plaza de la estación. Un puente peatonal ubicado al 2000 de la calle 29 de Septiembre une la parte Este con la Oeste sin pasar por la estación.
Posee cuatro plataformas elevadas para la prestación de servicios eléctricos. La plataforma n° 4 (ascendente) original había sido originalmente eliminada por la ampliación de locales comerciales linderos a la calle 29 de Septiembre, por lo que dadas las reformas de la ex-empresa UGOFE de elevación de andenes y electrificación de las vías 1 y 2 en el tramo Plaza Constitución – Temperley se debió construir un nuevo andén para la vía 1 desfasado del resto, cien metros al sur de la estación.

## Toponimia
La estación ferroviaria y la localidad hacen referencia a los hermanos Anacarsis y Juan Lanús, hacendados de la zona a mediados del siglo XIX.

## Diagrama
| Plataforma Este (desplazado 100 metros al sur) | |
| Vía 1                                          | Trenes a Bosques provenientes de Constitución vía Temperley (próxima Banfield) Trenes directos a Korn provenientes de Constitución (próxima Lomas de Zamora) Trenes directos a Ezeiza provenientes de Constitución (próxima Lomas de Zamora) Trenes directos a Bosques provenientes de Constitución (próxima Lomas de Zamora)         |
| Vía 2                                          | Trenes a Constitución provenientes de Bosques vía Temperley (próxima D. Santillán y M. Kosteki) Trenes directos a Constitución provenientes de Korn (próxima Constitución) Trenes directos a Constitución provenientes de Ezeiza (próxima Constitución) Trenes directos a Constitución provenientes de Bosques (próxima Constitución) |
| Plataforma central                             | |
| Vía 3                                          | Trenes a Glew provenientes de Constitución (próxima Remedios de Escalada) Trenes a Korn provenientes de Constitución (próxima Remedios de Escalada) Trenes a Ezeiza provenientes de Constitución (próxima Remedios de Escalada) |
| Vía 4                                          | Trenes a Constitución provenientes de Glew (próxima Gerli) Trenes a Constitución provenientes de Korn (próxima Gerli) Trenes a Constitución provenientes de Ezeiza (próxima Gerli) |
| Plataforma Oeste                               | |